# Sangwol-myeon
Sangwol-myeon (koreanska: 상월면) är en socken i kommunen Nonsan i provinsen Södra Chungcheong i den centrala delen av Sydkorea, 140 km söder om huvudstaden Seoul.